# عثمان برثي
عثمان برثي (بالفرنسية: Ousmane Berthé)‏ (ولد في 5 فبراير 1987) هو لاعب كرة قدم مالي يلعب حالياً في معيذر.

## المسيرة الرياضية
في يوليو 2008 انضم بيرثي إلى جومو كوزموس في جنوب أفريقيا. لعب بيرثي مباراته الأولى في 8 أغسطس 2009 لصالح جومو كوزموس ضد بلاتينيوم ستارز حيث لعب 66 دقيقة في المباراة التي انتهت بالتعادل 0-0.